# スリエーンタラーティボーディー
スリイェーンタラーティボーディー王（? - 1709年）はタイのアユタヤ王朝の王の一人。ナーラーイ王がチエンマイ征伐から帰ってきたとき、チェンマイ王室の姫を略奪し連れて来て妃にしたが、当時、家来だったペートラーチャー王に与えた直後に産まれた子であるので、ナーラーイ王の落とし子と噂された。気性が荒く、スア王（虎王）とあだ名された。古式ムエタイと釣りを趣味としていたが、船を壊したパン・ターイノーラシンを処刑した逸話が有名である（詳しくはパン・ターイノーラシンを参照）。